# 영락제의 몽골 원정

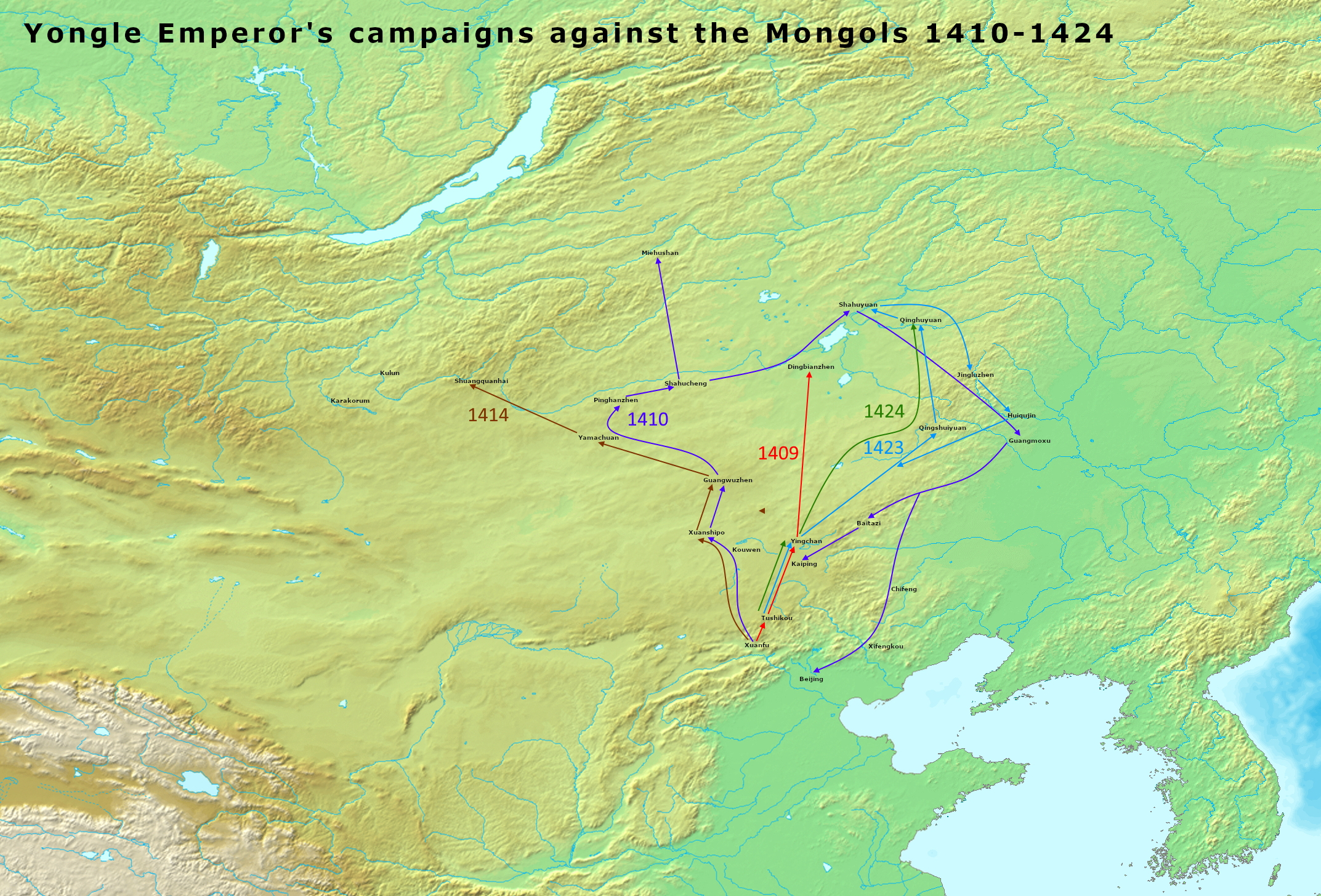
영락제의 몽골 원정

영락제의 몽골 원정(明成祖远征漠北之战)은 명나라가 북쪽의 몽골을 정벌한 사건으로, 1410년과 1424년 사이에 영락제가 직접 지휘하였다. 영락제의 재위 기간 동안, 명나라는 몽골의 오이라트족들과, 북원의 잔존 세력들 공격하였으나 실패하였다.

## 배경
명나라의 건국자인 홍무제는 1387년에 옛 원나라의 장군이었던 나하추를 굴복시켰다. 또한 남옥 장군을 시켜 1388년에 퉁구스 테무르를 격퇴하여 북쪽으로 쫓아내는 등 외치를 안정시키는 등 명나라의 기초를 단단히 하였다. 하지만 몽골의 공격으로 명나라 수도가 잠시 점령되었고, 동부 몽골 세력들과 오이라트 몽골 부족 등은 여전히 명나라를 적대하였다.
명나라 조정은 사신을 보내 명나라를 적대하는 몽골 부족들이 명나라에게 조공을 바치고 복속될 것을 요구하였다. 하지만 1409년에 동부 몽골의 칸이었던 분야시리가 명나라가 보낸 사신의 목을 베어버리자 결국 두 세력간의 관계는 급격히 악화하게 된다.1408년에 사신을 보내 입조하였다. 명나라는 오이라트족들과 국교를 맺는 한편, 이들을 동부 몽골과 싸움을 붙여 양쪽 모두의 힘을 동시에 빼고자 하였다. 명나라는 여전히 동부 몽골이 자신들의 사신을 죽이고 입조를 거부한 것에 대해 원한을 품고 있었고, 결국 영락제는 1410년과 1424년에 총 다섯 차례의 군사 원정을 통해 몽골을 정벌하고자 하였으나 실패하였다.

## 정벌

### 1차 원정
1409년 겨울 동안, 영락제는 몽골을 치기 위해 착실히 준비하였다. 1410년 3월 25일, 영락제는 군대를 이끌기 위해 베이징을 떠났고, 약 10만 명의 대군이 그의 뒤를 따랐다. 명사에는 약 50만 명의 병사가 출정했다고 했으나, 이는 신뢰성이 부족해 보인다. 3만 개의 수레가 군수품들을 운송하기 위해 쓰였으며, 지방의 중소도시들을 두루 거치면서 동북쪽으로 향하였다. 영락제는 국경으로 향하던 도중, 오이라트 부족들의 대표들을 만나기 위해 도중에 멈춰 휴식을 취했다. 케룰렌 강 북부 상류에서 영락제는 바위에 글을 새기라는 명을 내렸는데, 그 바위에 새겨진 내용은 이러하다. '60간지의 8번째 연도에, 그 4번째 달, 16번째 날에(1410년 5월 19일) 대명의 황제가 야만적인 강도들을 정벌하기 위해 6군을 이끌고 이 곳을 지났다.'
분야시리는 명나라의 대군 앞에 겁을 먹고 후퇴하고 싶어했고, 이로 인해 또다른 몽골 지도자였던 아루타이와 내분이 일어났다. 결국 동부 몽골 세력은 두 세력으로 나뉘어 서로 다른 방향으로 향했다. 명나라 대군은 분야시리를 먼저 추격했고 1410년 7월 15일에 오논 강에서 그들을 따라잡았지만 분야시리는 도망쳤다. 이후 영락제는 아루타이를 쫓았고, 한 강변에서 그들을 찾은 후 학살하였다. 다만 아루타이는 친위대와 함께 도망쳐 목숨을 건졌다. 영락제는 1410년 9월 15일에 베이징으로 귀환하였다.
아루타이는 전쟁에서 패배한 이후, 명나라와 친화적인 관계를 맺고 싶어했다. 그는 명나라의 군사력을 두려워하기도 했고, 명나라와의 무역을 통해 부를 축적하고 싶어하기도 하였다. 그는 결국 명나라에게 조공을 바치는 조건으로 교류를 맺었고, 연맹이 맺어졌다. 1410년에는 말을 조공으로 보내 하사품을 받았고, 한편 1412년에는 오이라트 족들이 분야시리를 사로잡아 처형하였다.

### 2차 원정
1차 원정 동안 명나라와 오이라트 족들과의 관계는 점차 악화하였다. 영락제는 오이라트 족들이 분야시리와 아루타이와 싸운 공적을 인정하지 않았고, 오이라트 지도자들은 명나라의 홀대에 크게 격분하였다. 그는 명나라에서 온 사신들을 가두었고, 영락제는 또다른 사신들을 보내 그들을 억류에서 풀려나게 하고자 하였다. 고조되는 긴장에 위협을 느낀 오이라트 족은 3만 명의 군사를 케룰렌 강으로 이동시켰고, 이는 결국 명나라와의 전면전을 일으키게 된다. 1414년 4월 6일, 영락제는 베이징을 떠나 오이라트를 정벌하러 떠났다. 명 군대는 툴라 강 상류로 이동했고, 툴라 강과 케룰렌 강 사이에서 격렬한 전투가 벌어졌다. 허나 오이라트 기병들은 명나라의 중보병과 대포에 겁을 먹고 무너졌으며, 큰 손해를 입은 채 후퇴하였다. 영락제는 1414년 8월에 베이징으로 돌아왔다. 

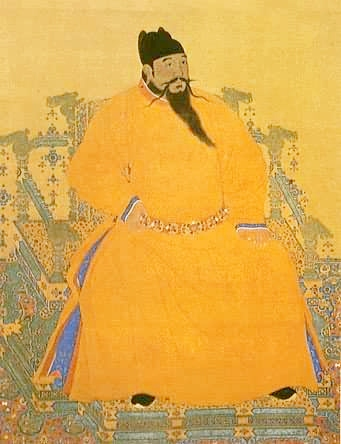
영락제의 초상화